# Janusz Kaliński
Janusz Kaliński (ur. 11 marca 1942 w Sułoszowej) – polski ekonomista, historyk i nauczyciel akademicki, profesor nauk ekonomicznych, specjalista w zakresie historii gospodarczej.

## Życiorys
W 1965 ukończył studia w Szkole Głównej Planowania i Statystyki w Warszawie. Podjął pracę w Katedrze Historii Gospodarczej SGPiS kierowanej przez Irenę Kostrowicką. Na macierzystej uczelni w 1969 obronił pracę doktorską pt. Bitwa o handel – założenia, dyskusje, rezultaty (której promotorem był Zbigniew Landau). W 1975 uzyskał stopień doktora habilitowanego. W 1991 otrzymał tytuł profesora nauk ekonomicznych. Trzy lata później objął stanowisko profesora zwyczajnego w Katedrze Historii Gospodarczej i Społecznej SGH. Na tej uczelni był dziekanem Wydziału Ekonomiczno-Społecznego (1981–1982, 1990–1993) oraz dziekanem Kolegium Ekonomiczno-Społecznego (1993–1999). Pracował także w Katedrze Historii i Teorii Pieniądza na Uniwersytecie w Białymstoku. Zajmuje się najnowszą historią gospodarczą Polski oraz historią gospodarczą powszechną wieków XIX i XX. W 2012 przeszedł na emeryturę.
Na początku lat 80. wstąpił do „Solidarności”, jesienią 1980 wspierał tworzenie uczelnianych struktur Niezależnego Zrzeszenia Studentów. Konsekwencją tej działalności stała się utrata funkcji dziekana po wprowadzeniu stanu wojennego.

## Wybrane publikacje
- 1970: Bitwa o handel 1947–1948
- 1977: Plan Odbudowy Gospodarczej 1947–1949
- 1987: Polityka gospodarcza Polski w latach 1948–1956
- 1995: Gospodarka Polski w latach 1944–1989: przemiany strukturalne
- 2001: Zarys historii gospodarczej świata XIX i XX w.
- 2003: Bibliografia historii gospodarczej Polski w latach 1944–1989 (z Anną Jarosz i Andrzejem Zawistowskim)
- 2003: Gospodarka Polski w XX wieku
- 2004: Historia gospodarcza XIX i XX wieku
- 2010: Polskie osiągnięcia gospodarcze
- 2012: Autostrady w Polsce, czyli drogi przez mękę
- 2012: Gospodarka w PRL
- 2014: Zarys stosunków międzynarodowych po II wojnie światowej

## Odznaczenia
- Krzyż Oficerski Orderu Odrodzenia Polski (2011)[4][5]
- Złoty Krzyż Zasługi[6]